# Grande Cause nationale
 (juin 2025).
La Grande Cause nationale est un label officiel attribué par concours public chaque année depuis 1977, par le Premier ministre français, à un organisme à but non lucratif ou un collectif d'associations. Cet agrément leur permet, tout au long de l'année, d'organiser des campagnes de générosité publique et de diffuser gratuitement des messages sur les sociétés publiques de télévision et de radio.
D'après la circulaire du 20 septembre 2010, « les présidents de ces sociétés déterminent les conditions dans lesquelles ils satisfont à cette obligation ». De plus, « les organismes ayant bénéficié de cette assistance doivent, par la même voie, radiophonique ou télévisée, informer le public du montant des collectes réalisées et de l'affectation des dons. »

## Liste
- 1977 : le collectif Espoir pour le cancer
- 1978 : Fondation de France
- 1979 : Fondation pour la recherche médicale
- 1980 : le cancer
- 1981 : le cancer
- 1982 : Fondation pour la recherche médicale
- 1983 : Fondation de France
- 1984 : La Ligue nationale contre le cancer
- 1985 : le Conseil National de Prévention de la délinquance
- 1986 : la Fédération de cardiologie
- 1987 : Médecins sans frontières
- 1988 : Le Secours catholique
- 1989 : La Ligue nationale contre le cancer
- 1990 : l'Union nationale des associations de parents d'enfants inadaptés
- 1991 : le Secours populaire français
- 1992 : l'Agence française de lutte contre le sida
- 1993 : le Comité catholique contre la faim et pour le développement
- 1994 : la commission Solidarité face à la pauvreté, le Secours populaire français
- 1995 : le handicap (moteur et mental)
- 1996 : les Petits frères des Pauvres
- 1997 : la protection de l'enfance maltraitée, le Secours populaire français
- 1998 : la défense des droits de l'homme
- 1999 : l'esprit civique, le Secours populaire français
- 2000 : la prévention routière
- 2001 : l'engagement associatif
- 2002 : le collectif Égalité contre les discriminations racistes
- 2003 : le handicap (moteur et mental)
- 2004 : les Petits frères des Pauvres et le Collectif Appel à la fraternité[2]
- 2005 : le SIDA
- 2006 : l'égalité des chances
- 2007 : la maladie d'Alzheimer
- 2008 : le dispositif Pasteurdon pour l'aide à la recherche
- 2009 : les dons d'organes, de sang, de plaquettes et de moelle osseuse
- 2010 : la lutte contre les violences faites aux femmes
- 2011 : la lutte contre la solitude
- 2012 : l'autisme
- 2013 : l'illettrisme
- 2014 : l'engagement associatif
- 2015 : lutte contre le dérèglement climatique et lutte contre le racisme et l'antisémitisme
- 2016 : les comportements qui sauvent[3]
- 2017 : le sauvetage en mer[4]
- 2018 : la lutte contre les violences faites aux femmes[5]
- 2019 : le Collectif Prévenir et Protéger qui lutte contre les violences faites aux femmes[6]
- 2021-2022 : la lecture[7], attribué au collectif Alliance pour la lecture
- 2023 : le mentorat au service de l'émancipation professionnelle de tous les jeunes de France[8], attribué au Collectif mentorat[9]
- 2024 : la promotion de l’activité physique et sportive[10]
- 2025 : la santé mentale[11]